# Britten-Norman Islander
Britten-Norman BN-2 Islander je dvomotorno batno gnano večnamensko letalo. Razvili so ga v Veliki Britaniji v 1960ih. V proizvodnji je že od leta 1965, trenutno je v uporabi okrog 750 letal. 

## Specifikacije (BN-2A Islander)
Podatki iz The Observer's Book of Aircraft, 1976.
Splošne karakteristike
- Posadka: 1 ali 2
- Število sedežev: Do 9 potnikov
- Dolžina: 35 ft 8 in (10,86 m)
- Razpon kril: 49 ft (14,94 m)
- Višina: 13 ft 9 in (4,18 m)
- Površina kril: 325 ft² (30,2 m²)
- Teža praznega letala: 3675 lb (1667 kg)
- Naložena teža: Do 6600 lb (2994 kg)
- Maks. vzletna teža: 6600 lb (2994 kg)
- Pogon letala: 2 ×  Lycoming O-540-E4C5 ali IO-540, 260 KM ali 300 KM (195 kW)  vsak

 Zmogljivost 
- Maks. hitrost: 170 mph (147 vozlov, 273 km/h)
- Potovalna hitrost: 160 mph (139 vozlov, 257 km/h)
- Hitrost porušitve vzgona: 40 mph (35 vozlov, 64 km/h)
- Min. hitrost ob nedelujočem motorju: 45 mph (39 vozlov, 72 km/h)
- Doseg: 874 milj (756 nm, 1400 km)
- Višina leta: 13200 ft (4024 m)
- Hitrost vzpenjanja: 970 ft/min (295 m/min)
- Obremenitev kril: 20 lb/ft² (99 kg/m²)